# پترسهاگن-گرسدورف
پترسهاگن-گرسدورف (به آلمانی: Petershagen/Eggersdorf) یک شهر در آلمان است که در مرکیش-اودرلند واقع شده‌است. پترسهاگن-گرسدورف ۱۳٬۳۵۶ نفر جمعیت دارد.

## خواهرخوانده
شهر پترسهاگن خواهرخواندهٔ پترسهاگن-گرسدورف هست.